# Slag bij Haslach-Jungingen
De Slag bij Haslach-Jungingen werd uitgevochten op 11 oktober 1805 nabij Jungingen, ten noorden van Ulm aan de Donau in Baden-Württemberg. De slag was een onderdeel van de Derde Coalitieoorlog.
Majoor-generaal Pierre-Antoine Dupont de l'Étang leidde zijn divisie naar Ulm, in de veronderstelling dat de Oostenrijkers die daar aanwezig waren onderdeel waren van de achterhoede, en niet van een grote legermacht. In plaats van de achterhoede vond hij veldmaarschalk Karel Mack von Leiberich met 25.000 Oostenrijkers, van wie bijna de helft cavalerie.
Dupont zag in dat, als hij tot een aftocht besloot, de veel snellere Oostenrijkse cavalerie zijn leger zou kunnen vernietigen, en koos ervoor om het gevecht aan te binden met de Oostenrijkse overmacht. Tijdens de slag die volgde dacht Mack von Leiberich op zijn beurt dat ook Dupont een grote (Franse) legermacht dichtbij achter zich had, en durfde daarom nog niet al zijn reserves in te zetten. Dit was echter niet waar, en door deze fout van de Oostenrijkers konden de Fransen tot zonsondergang standhouden en met 4.000 krijgsgevangenen terugvallen tot de hoofdlegermacht van maarschalk Michel Ney. Deze wist nu dus de positie van de Oostenrijkers.